# Divisió de Khulna
La divisió de Khulna és una entitat administrativa de Bangladesh, amb una superfície de 22.274 km² i una població de 14.470.000 habitants. La capital és Khulna.
Està formada pels següents districtes:
- Districte de Bagerhat
- Districte de Chuadanga
- Districte de Jessore
- Districte de Jhenaidah
- Districte de Khulna
- Districte de Kushtia
- Districte de Magura
- Districte de Meherpur
- Districte de Narail
- Districte de Satkhira